# 971 (szám)
A 971 (római számmal: CMLXXI) egy természetes szám, prímszám.

## A szám a matematikában
A tízes számrendszerbeli 971-es a kettes számrendszerben 1111001011, a nyolcas számrendszerben 1713, a tizenhatos számrendszerben 3CB alakban írható fel.
A 971 páratlan szám, prímszám. Normálalakban a 9,71 · 102 szorzattal írható fel.
Mírp.
A 971 négyzete 942 841, köbe 915 498 611, négyzetgyöke 31,16087, köbgyöke 9,90238, reciproka 0,0010299. A 971 egység sugarú kör kerülete 6100,97293 egység, területe 2 962 022,359 területegység; a 971 egység sugarú gömb térfogata 3 834 831 614,3 térfogategység.
A 971 helyen az Euler-függvény helyettesítési értéke 970, a Möbius-függvényé −1.